# Liam Clancy

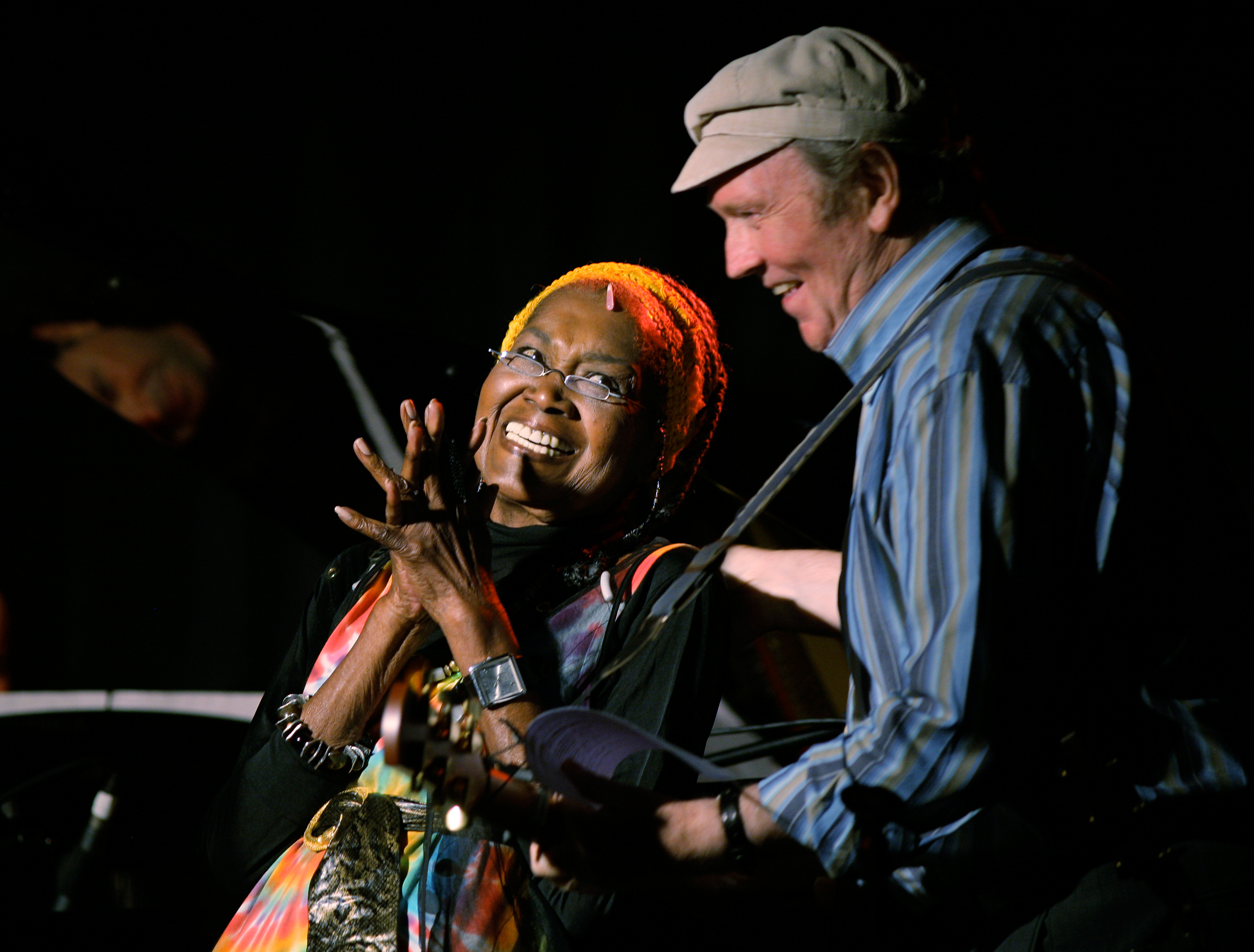
Odetta och Liam Clancy 2006.

William "Liam" Clancy, egentligen Liam Mac Fhlannchadha (hans ursprungliga irländska namn), född 2 september 1935 i Carrick-on-Suir i County Tipperary, död 4 december 2009 i Cork, var en irländsk folkmusiker och skådespelare. Han var den yngste av fyra bröder i den populära gruppen The Clancy Brothers, som oftast uppträdde tillsammans med Tommy Makem, då som The Clancy Brothers and Tommy Makem. 
Liam Clancy är tillsammans med Makem känd som gruppens ledande sångare och gitarrist. Clancy var irländsk centralgestalt under 1960-talets folkmusik-revival där. Hans nära vän Bob Dylan har i ett uttalande sagt att Liam Clancy är en av de främsta balladsångarna genom tiderna. The Clancy Brothers och Tommy Makem började uppträda under 1950-talet och gjorde sina första inspelningar i slutet av årtiondet. Förutom ett femtiotal album med gruppen gav han också ut ett antal soloalbum.
Bland soloinspelningar med Liam Clancy kan nämnas sånger som And the Band played Waltzing Matilda, Farewell och Dirty Old Town. Med Clancy brothers och Makem finns inspelningar av irländska folksånger som Will Ye Go Lassie Go, I never will play the Wild Rover no more och Shoals of Herring. En pärla är inspelningen av den engelska folksången The Butcher Boy.  
Den irländske socialministern, senare kulturministern Martin Cullen sa i samband med Clancys död att (ungefärlig översättning från engelskan): "Liam Clancy var en nationellt och internationellt berömd folksångare och var på scenen en absolut hängiven yrkesman. Denne generösa och livsbejakande person berikade allas våra liv med minnesvärda sånger och utgjorde en betydande del i väven av Irlands stolta traditionella musikkultur.